# Učna leta izumitelja Polža
Učna leta izumitelja Polža je slovenski celovečerni film iz leta 1982.
Takoj po snemanju pa je v prometni nesreči umrl glavni igralec, Miha Petrovčič (1965–1982).

### Zgodba
Osnovnošolec Jani, ki ga prijatelji kličejo Polž, se ukvarja s precej utopičnimi poskusi. Tako med drugim že kot otrok skoči z balkona z uporabo dežnikov kot padala, povzroči eksplozijo televizorja in eksperimentira z elektriko. Skoraj z vsakim neuspelim poskusom doma zakuha kako nesrečo, ki je nadvse komična, saj ga ob vsakem poskusu okara ali celo našeška oče. Njegova najnovejša ideja predvideva pretvorbo nekoristne energije ultrazvočnega valovanja v električno energijo, kar bi zmanjšalo onesnaževanje zaradi uporabe fosilnih goriv.
Ob strani mu stojijo mama, sošolca Hojka in Fitipaldi ter soseda Violeta, glasbeno nadarjena punca, nobenega razumevanja za njegove poskuse pa ne pokažeta oče in učitelj fizike. Kljub temu vztraja s poskusi in se odloči, da gre do konca. 
Na koncu naprava za pretvorbo ultrazvoka v električno energijo začne skoraj delovati, vendar nato eksplodira, kar prinese tudi konec eksperimentiranja doma. Film se konča, ko Polžev mlajši brat Luka z dežnikoma odskoči z balkona, kar kaže na to, da bo očitno nekoč sledil bratovim stopinjam.

## Zasedba
- Miha Petrovčič - Polž
- Manja Vrenko - Hojka
- Bogdan Zupan - Fitipaldi
- Janez Hočevar - Rifle - Polžev oče, Peter
- Marjeta Gregorač - Polževa mati, Lojzka
- Uroš Basta - Luka, Polžev brat
- Tina Šubic - Violeta
- Vladimir Jurc - profesor fizike Kljunač

## Izdaje na nosilcih
- Učna leta izumitelja Polža. videokaseta. Ljubljana : Andromeda, 1993
- Učna leta izumitelja Polža. videokaseta. Ljubljana : Andromeda, 1996